# Woodville (Wisconsin)
Woodville é uma vila localizada no estado norte-americano de Wisconsin, no Condado de St. Croix.

## Demografia
Segundo o censo norte-americano de 2000, a sua população era de 1104 habitantes.
Em 2006, foi estimada uma população de 1300, um aumento de 196 (17.8%).

## Geografia
De acordo com o United States Census Bureau tem uma área de
3,3 km², dos quais 3,3 km² cobertos por terra e 0,0 km² cobertos por água.

## Localidades na vizinhança
O diagrama seguinte representa as localidades num raio de 16 km ao redor de Woodville.